# بل کنیون (کالیفرنیا)
بل کنیون (به انگلیسی: Bell Canyon) یک منطقهٔ مسکونی در ایالات متحده آمریکا است که در شهرستان ونتورا، کالیفرنیا واقع شده‌است. بل کنیون ۹٫۳۸ کیلومتر مربع مساحت و ۲٬۰۴۹ نفر جمعیت دارد و ۴۱۶٫۹۷ متر بالاتر از سطح دریا واقع شده‌است.